# Michael Henderson
Michael Henderson (Yazoo City (Mississippi), 7 juli 1951 – Atlanta (Georgia), 19 juli 2022) was een Amerikaanse bassist, gitarist, saxofonist en zanger. Hij is het meest bekend om zijn basspel met Miles Davis in het begin van de jaren 1970 en op vroege fusion-albums als Jack Johnson, Live-Evil en Agharta. Hij maakte ook een reeks eigen r&b/soul-hits. Hij zong ook op andere nummers in de jaren 1970, met name de door Norman Connors geproduceerde hit You Are My Starship in 1976.

## Biografie
Hij was een van de eerste bekende basgitaristen van het fusiontijdperk en tevens een van de meest invloedrijke jazz- en soulmuzikanten van de afgelopen 40 jaar. Naast Davis speelde hij en maakte hij opnamen met onder meer Marvin Gaye, Aretha Franklin, Stevie Wonder, The Dramatics en Doctor John. Henderson was een van de in Detroit gevestigde basgitaristen, samen met Bob Babbitt en zijn belangrijkste invloed, James Jamerson.
Voordat hij met Davis ging werken, was Henderson op tournee geweest met Stevie Wonder, die hij ontmoette in het Regal Theater in Chicago, terwijl hij zich opwarmde voor een optreden. Davis zag de jonge Henderson in het begin van 1970 in de nachtclub Copacabana in New York optreden en zei naar verluidt tegen Wonder gewoon 'Ik neem je verdomde bassist mee'
Na bijna zeven jaar bij Davis richtte Henderson zich op songwriting en zang in een solocarrière. Hij maakte veel hits en albums voor Buddah Records tot aan zijn pensioen in 1986. Hoewel hij voornamelijk bekend staat om ballads, was hij een invloedrijke funkspeler. Zijn riffs en liedjes zijn op grote schaal gecoverd. Van zijn solo-opnamen zijn meer dan een miljoen albums verkocht. Het nummer Wide Receiver op een album met dezelfde naam is zeer geliefd bij breakdancers. Het album werd, samen met andere, opnieuw uitgegeven in 2015. Hij staat ook bekend om zijn balladvocalisatie op verschillende hitplaten van Norman Connors, waaronder You Are My Starship en Valentine Love, uitgevoerd met Jean Carn.
Henderson overleed op 19 juli 2022 op 71-jarige leeftijd.

## Invloed
Veel van zijn basriffs zijn geïmiteerd door spelers die op zoek zijn naar de vette, diepe grooves van het Motown geluid. Zijn basriffs van hits als Valentine Love en You Are My Starship, zijn gesampled door mensen als Snoop Dogg en L.L. Cool J en zijn liedjes zijn gesampled en/of gecoverd door Jay-Z (American Gangster), Eminem voor 8 Mile en projecten door Notorious BIG, Rick James, Wayman Tisdale en Sugar Ray.
Hij woonde in zijn laatste jaren in de Verenigde Staten en speelde met tussenpozen shows, waarbij hij zowel zijn solomateriaal als dat van andere motown- en soulmuzikanten ten gehore bracht. Hij heeft ook reünieconcerten gespeeld met andere voormalige leden van de electric bands van Davis.

## Discografie

### Als leader
- 1976: Solid (Buddah)
- 1977: Goin' Places  (Buddah)
- 1978: In The Night Time  (Buddah)
- 1979: Do It All  (Buddah)
- 1980: Wide Receiver  (Buddah)
- 1981: Slingshot  (Buddah)
- 1983: Fickle  (Buddah)
- 1986: Bedtime Stores (EMI Records)

### Met Miles Davis
- 1970: The Cellar Door Sessions
- 1971: A Tribute to Jack Johnson
- 1971: Live-Evil
- 1972: On the Corner
- 1973: In Concert: Live at Philharmonic Hall
- 1974: Big Fun
- 1974: Get Up with It
- 1975: Pangaea
- 1976: Agharta
- 1977: Dark Magus
- 2003: The Complete Jack Johnson Sessions (Columbia Legacy)
- 2007: The Complete On the Corner Sessions (Columbia Legacy)
- 2015: Miles Davis at Newport 1955-1975: The Bootleg Series Vol. 4 (Columbia Legacy)

### Met Stevie Wonder
- 1970: Live at the Talk of the Town

### Met The Dramatics
- 1971: Whatcha See Is Whatcha Get